# Francesca Bertini
Francesca Bertini (Prato, Itàlia, 5 de gener de 1892 - Roma, 13 d'octubre de 1985) va ser una actriu italiana de cinema mut, gènere en el qual va treballar en més de noranta pel·lícules. Va ser una de les més famoses estrelles del primer quart del segle xx.

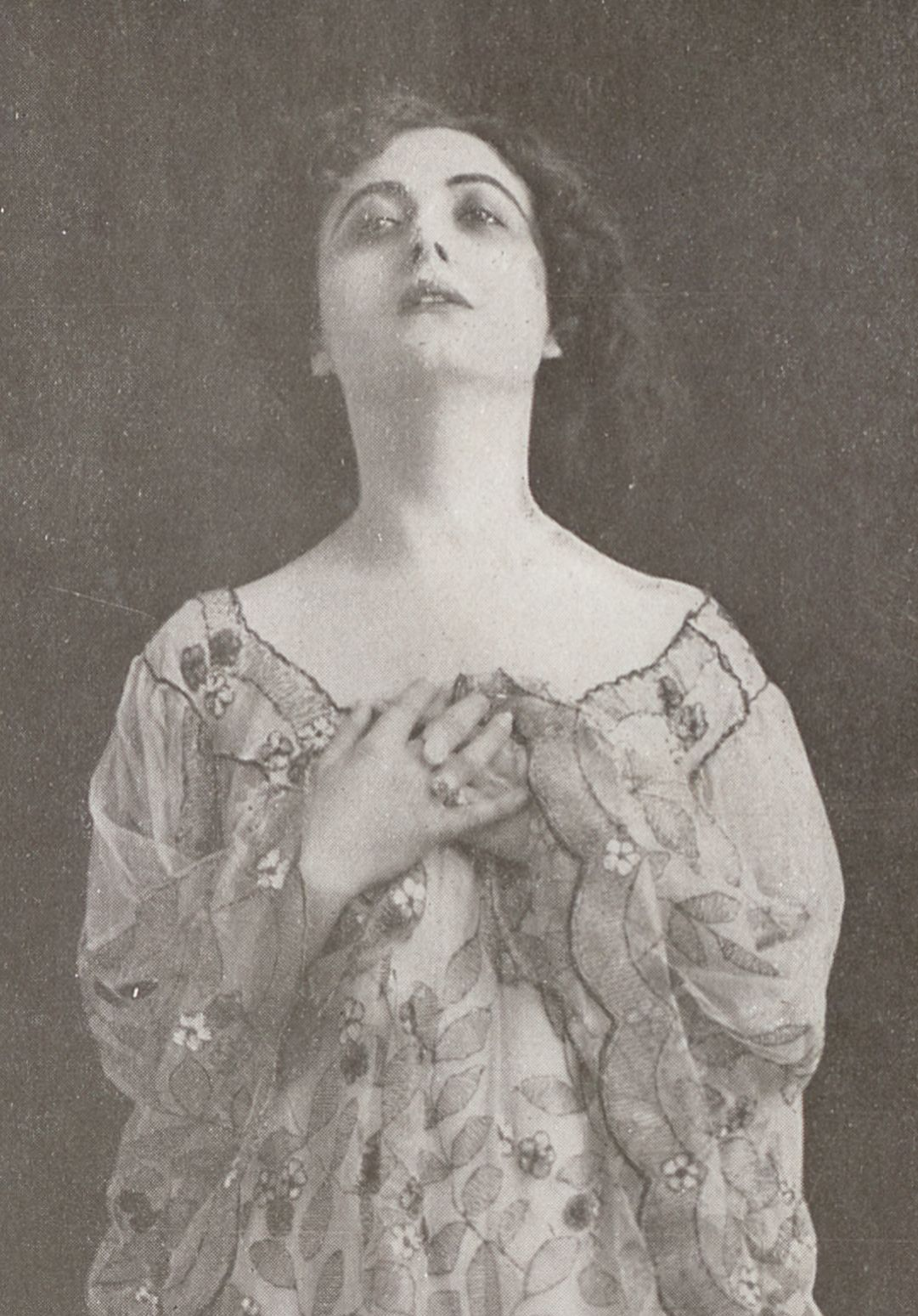
Francesca Bertini (1917)

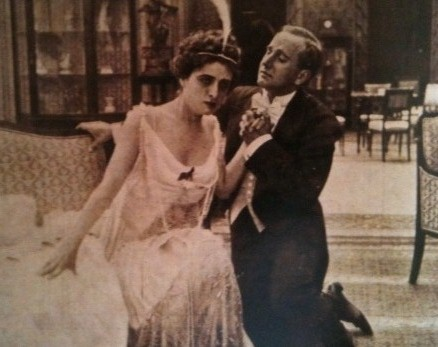
Francesca Bertini i Gustavo Serena en una foto publicitària de la pel·lícula de 1915 La signora delle camelie.

## Biografia
De petita, va ser adoptada per una parella d'artistes que s'estava treballant a Florència: el trovarobe (‘troba coses') napolità Arturo Vitiello i l'actriu còmica de teatre fiorentina Adelaide Frataglioni. Li van donar el nom d'Elena Seracini Vitiello.
Bertini va començar a treballar com a actriu des de nena, principalment a Nàpols, on vivia amb la seva família. El 1904, a l'edat de 12 anys, es va mudar a Roma, on va millorar els seus dots actorales, especialment en escenaris de teatre i va tractar d'entrar en la nova indústria del cinema a Itàlia.
Amb l'obra mestra del cinema mut Assunta Spina (1915) va estar a càrrec del guió i del paper protagonista. Bertini es va convertir en una estrella popular internacionalment, i les dones de tot el món tractaven d'imitar la seva sofisticació. El 1915 va guanyar 175.000 dòlars, la qual cosa va ser un rècord en la seva època. L'any següent Mary Pickford guanyaria només una part d'aquesta suma. Bertini va inventar les maneres actuals de ser d'una actriu de cinema, convertint la diva en una cosa més sòbria, evitant els gestos ampul·losos i les maneres histèriques i capritxoses de les dives de la seva època. Ella va ser una de les primeres actrius de cinema que va apuntar al realisme, en comptes de l'estereotip dramàtic de moda en aquesta època. Va ser un anticip dels cànons neorealistes. La clau del seu èxit va ser l'expressió de sentiments més genuïns. Interpretava amb la mateixa naturalitat la lànguida heroïna decadent i la dona comuna més de poble. Altres papers importants van ser Odette, Fedora, Tosca i La signora delle camelie.
Francesca Bertini encarnava el personatge de la dona passional i més enllà de la moda. El seu productor va tenir la idea de fer-li realitzar una sèrie de set films inspirats en la novel·la Els set pecats capitals, de Eugène Sue (1804-1857), cadascun dedicat a un pecat mortal: així la diva podria expressar-se en tota la gamma de les passions. Després d'anunciada, la pel·lícula va tenir una gran quantitat de comandes. Però quan el 1919 va sortir la primera pel·lícula de la sèrie, no va tenir l'èxit comercial esperat.
Bertini va entrar finalment al cinema sonor, però mentrestant el cinema italià havia canviat: estaven de moda les comèdies de telèfon blanc i va començar el període de crisi amb l'extrema censura del feixisme. Durant la Segona Guerra Mundial el cinema va tenir un veritable punt mort. Després de la guerra, una nova generació de directors i actors joves es van fer càrrec de la indústria del cinema a Itàlia. No obstant això, Bertini encara era considerada molt popular i una de les millors actrius vives. A finals dels anys quaranta, la cinematogràfica Fox li va oferir un contracte per a anar a viure a Hollywood, però ella s'hi va negar: s'havia casat amb el milionari banquer suís Alfred Paul Cartier i es va mudar amb ell a Suïssa. Quan va morir el seu espòs, ella va tornar a Roma, on va romandre fins a la seva mort.
En els anys seixanta i setanta va aparèixer esporàdicament en televisió. Va ser entrevistada, per exemple, per Mike Bongiorno i per Maurizio Costanzo, evocant amb nostàlgia les seves èpoques llunyanes de triomf. El 1976, Bernardo Bertolucci va poder convèncer-la de realitzar una petita aparició, amb roba de monja, en la seva pel·lícula Novecento. El 1982 va acceptar realitzar un reportatge en un documental.

## Filmografia
- La dea del mare (1908)
- Il trovatore, dirigida per Louis J. Gasnier (1910)
- Salomè, dirigida per Ugo Falena (1910)
- Folchetto di Narbona, dirigida per Ugo Falena (1910)
- Pia de' Tolomei, dirigida per Gerolamo Lo Savio (1910)
- La morte civile, dirigida per Gerolamo Lo Savio (1910)
- Lucrezia Borgia, dirigida per Mario Caserini (1910)
- Re Lear, dirigida per Gerolamo Lo Savio (1910)
- Francesca da Rimini, dirigida per Ugo Falena (1910)
- Il mercante di Venezia, dirigida per Gerolamo Lo Savio (1910)
- Cola di Rienzo (1911)
- Tristano e Isotta, dirigida per Ugo Falena (1911)
- La contessa di Challant e Don Pedro di Cordova, dirigida per Gerolamo Lo Savio (1911)
- Ernani, dirigida per Louis J. Gasnier (1911)
- Marco Visconti, dirigida per Ugo Falena (1911)
- Manon Lescaut (1911)
- La congiura di Fieschi (1911)
- Lorenzaccio (1911)
- Un dramma a Firenze, dirigida per Ugo Falena (1912)
- Romeo e Giulietta, dirigida per Ugo Falena (1912)
- Beatrice d'Este, dirigida per Ugo Falena (1912)
- Suonatori ambulanti, dirigida per Giulio Antamoro (1912)
- Lucrezia Borgia, dirigida per Gerolamo Lo Savio (1912)
- La rosa di Tebe, dirigida per Enrico Guazzoni (1912)
- Cesare Borgia, dirigida per Gerolamo Lo Savio (1912)
- Il pappagallo della zia Berta, dirigida per Baldassarre Negroni (1912)
- Ritratto dell'amata, dirigida per Gerolamo Lo Savio (1912)
- Tragico amore o Idillio tragico, dirigida per Baldassarre Negroni (1912)
- Panne d'auto, dirigida per Baldassarre Negroni (1912)
- Lagrime e sorrisi, dirigida per Baldassarre Negroni (1912)
- L’avvoltoio, dirigida per Baldassarre Negroni (1912)
- Ruy Blas (1912)
- Il falco rosso (1912)
- I carbonari (1912)
- Una tragedia alla corte di Milano (1912)
- Un amore di Pietro de' Medici (1912)
- Il fascino della violenza (1912)
- Le due scommesse (1912)
- Primavera ed autunno (1912)
- Per la sua gioia, dirigida per Baldassarre Negroni (1913)
- In faccia al destino, dirigida per Baldassarre Negroni (1913)
- Per il blasone, dirigida per Baldassarre Negroni (1913)
- La cricca dorata, dirigida per Baldassarre Negroni (1913)
- Ninì Verbena, dirigida per Baldassarre Negroni (1913)
- La terra promessa, dirigida per Baldassarre Negroni (1913)
- L'ultimo atout, dirigida per Baldassarre Negroni (1913)
- Il veleno delle parole, dirigida per Baldassarre Negroni (1913)
- La maestrina, dirigida per Baldassarre Negroni (1913)
- Idolo infranto, dirigida per Emilio Ghione (1913)
- Tramonto, dirigida per Baldassarre Negroni (1913)
- La gloria, dirigida per Baldassarre Negroni (1913)
- La suocera (1913)
- Vigilia di Natale, dirigida per Baldassarre Negroni (1913)
- La donna altrui, dirigida per Baldassarre Negroni (1913)
- La bufera, dirigida per Baldassarre Negroni (1913)
- L'arma dei vigliacchi, dirigida per Baldassarre Negroni (1913)
- L'arrivista, dirigida per Baldassarre Negroni (1913)
- L'Histoire d'un Pierrot, dirigida per Baldassarre Negroni (1914)
- L'amazzone mascherata, dirigida per Baldassarre Negroni (1914)
- L'onestà che uccide, dirigida per Maurizio Rava (1914)
- Rose e spine, dirigida per Maurizio Rava (1914)
- La principessa straniera de Maurizio Rava (1914)
- On Temptation's Trail (1914)
- Sangue blu de Nino Oxilia, (1914)
- Una donna, dirigida per Ivo Illuminati (1914)
- La canzone di Werner dr Maurizio Rava (1914)
- Nelly la gigolette o La danzatrice della Taverna Nera, dirigida per Emilio Ghione (1914)
- Nella fornace, dirigida per Nino Oxilia (1915)
- La signora delle camelie, dirigida per Gustavo Serena (1915)
- Assunta Spina, dirigida per Francesca Bertini i Gustavo Serena (1915)
- Il capestro degli Asburgo, dirigida per Gustavo Serena (1915)
- Ivonne, la bella danzatrice, dirigida per Gustavo Serena (1915)
- Diana, l'affascinatrice, dirigida per Gustavo Serena (1915)
- Don Pietro Caruso, dirigida per Emilio Ghione (1916)
- La perla del cinema, dirigida per Giuseppe De Liguoro (1916)
- Eroismo d'amore, dirigida per Maurizio Rava (1916)
- La colpa altrui, dirigida per Maurizio Rava (1916)
- Odette, dirigida per Giuseppe De Liguoro (1916)
- Il destino, dirigida per Gustavo Serena (1916)
- Lacrymae rerum, dirigida per Giuseppe De Liguoro (1916)
- Baby l'indiavolata, dirigida per Giuseppe De Liguoro (1916)
- Fedora, dirigida per Giuseppe De Liguoro i Gustavo Serena (1916)
- Andreina, dirigida per Gustavo Serena (1917)
- La piccola fonte, dirigida per Roberto Roberti (1917)
- Il processo Clémenceau, dirigida per Alfredo De Antoni (1917)
- Malìa, dirigida per Alfredo De Antoni (1917)
- Frou-Frou, dirigida per Alfredo De Antoni (1918)
- Mariute, dirigida per Edoardo Bencivenga (1918)
- Tosca, dirigida per Alfredo De Antoni (1918)
- Eugenia Grandet, dirigida per Roberto Roberti (1918)
- I sette peccati capitali:
  - Gola, dirigida per Camillo De Riso (1918)
  - Superbia, dirigida per Edoardo Bencivenga (1918)
  - Ira, dirigida per Edoardo Bencivenga (1918)
  - Avarizia, dirigida per Gustavo Serena (1918)
  - Invidia, dirigida per Edoardo Bencivenga (1919)
  - Accidia, dirigida per Alfredo De Antoni (1919)
  - Lussuria, dirigida per Edoardo Bencivenga (1919)
- Spiritismo, dirigida per Camillo De Riso (1919)
- La piovra, dirigida per Edoardo Bencivenga (1919)
- Anima allegra, dirigida per Roberto Roberti (1919)
- La contessa Sara, dirigida per Roberto Roberti (1919)
- Beatrice, dirigida per Herbert Brenon (1919)
- La serpe, dirigida per Roberto Roberti (1920)
- La principessa Giorgio, dirigida per Roberto Roberti (1920)
- Lisa Fleuron, dirigida per Roberto Roberti (1920)
- L'ombra, dirigida per Roberto Roberti (1920)
- La sfinge, dirigida per Roberto Roberti (1920)
- Marion, artista di caffè-concerto, dirigida per Roberto Roberti (1920)
- Maddalena Ferat, dirigida per Roberto Roberti (1920)
- La ferita, dirigida per Roberto Roberti (1920)
- Amore di donna, dirigida per Roberto Roberti (1920)
- La Fanciulla di Amalfi, dirigida per Roberto Roberti (1921)
- La donna, il diavolo, il tempo, dirigida per Edoardo Bencivenga (1921)
- Il nodo, dirigida per Gaston Ravel (1921)
- L'ultimo sogno, dirigida per Roberto Roberti (1921)
- La donna nuda, dirigida per Roberto Roberti (1922)
- Fatale bellezza, dirigida per Gaston Ravel (1922)
- La giovinezza del diavolo, dirigida per Roberto Roberti (1922)
- Fior di levante, dirigida per Roberto Roberti (1925)
- Consuelita, dirigida per Roberto Roberti (1925)
- La Fin de Monte-Carlo, dirigida per Mario Nalpas e Henri Étiévant (1927)
- Mein Leben für das Deine, dirigida per Luitz Morat (1928)
- La Possession, dirigida per Léonce Perret (1929)
- Tu m'appartieni (Tu m'appartiens!), dirigida per Maurice Gleize (1929)
- La Femme d'une nuit, dirigida per Marcel L'Herbier (1930)
- La donna di una notte, dirigida per Amleto Palermi (1931)
- Odette, dirigida per Jacques Houssin e Giorgio Zambon (1934)
- Dora, la espía, dirigida per Raffaello Matarazzo (1943)
- A sud niente di nuovo, dirigida per Giorgio Simonelli (1956)
- Una ragazza di Praga, dirigida per Sergio Pastore (1969)
- Novecento, dirigida per Bernardo Bertolucci (1976)